# 廈門音个字典
廈門音个字典（白話字：/廈門音ê字典），是一本打馬字牧師依《唐話番字初學》所寫的延伸作品；並參考杜嘉德牧師（Rev, Carstairs Douglas） 於1873年出版的《廈英大辭典》，而進一步使用白話字註記編排的廈門音个字典、書名亦用白話字書寫。不過廈門音个字典卻是在1894年打馬字牧師死後二年才由大美國歸正教在廈門的公會出資，且在廈門鼓浪嶼的萃經堂出版。

## 內容編排
廈門音个字典初版全部有469頁，字典部分佔有385頁，照ABC字母編排。有字部（部首，387-392）、目錄（393-461）、改錯、補遺字部分（465-469）。目錄將所收的以字部字畫排列，整本字典收有6,378個字。

## 參閲
- 唐話番字初學
- 廈英大辭典
- 萃經堂（chūi-keng-tông/原名 瑞記書店，白瑞安/白登弼 父子 先後經營）
- 閩南聖教書局（莊逸清/莊迺昌 父子先後經營，1908-1949前後）

## 外部連結
- 廈門音ê字典 （页面存档备份，存于）
- 賴永詳講書 （页面存档备份，存于）
- 大清光緒16年1890年鼓浪嶼萃經堂印羅馬字廈門方言《KUI LO TOAN.Emng》[]